# Biaudos
Biaudos település Franciaországban, Landes megyében. Lakosainak száma 1022 fő (2022. január 1.). Biaudos Biarrotte, Saint-André-de-Seignanx, Saint-Barthélemy, Saint-Laurent-de-Gosse és Saint-Martin-de-Hinx községekkel határos.

## Népesség
A település népességének változása:
| Lakosok száma | 457  | 474  | 544  | 704  | 882  | 883  | 908  | 919  | 953  | 1022 |
|               | 1968 | 1982 | 1990 | 2006 | 2013 | 2015 | 2017 | 2019 | 2020 | 2022 |